# Calciatori del Torino Football Club

Luciano Castellini

In oltre 110 anni di storia, più di 800 giocatori hanno vestito la maglia del Torino. Negli anni 1920 il trio composto da Adolfo Baloncieri, Julio Libonatti e Gino Rossetti portò la compagine granata alla conquista del suo primo scudetto. Libonatti è inoltre tuttora il calciatore straniero ad aver segnato più gol nel Toro. I calciatori del Grande Torino hanno costituito per anni il fulcro della Nazionale di calcio dell'Italia e il capitano di quella squadra, Valentino Mazzola, è ricordato come il più forte giocatore nella storia della società piemontese. Giorgio Ferrini è il giocatore con il maggior numero di presenze con la maglia del Toro in Serie A e nelle Coppe calcistiche europee mentre Marco Ferrante lo è per la serie cadetta. Paolo Pulici è il capocannoniere di tutti i tempi con 172 gol totali.
Tra i giocatori italiani più importanti ad aver vestito la maglia del Torino si segnalano in particolare: Adolfo Baloncieri, Valentino Mazzola, Virgilio Maroso, Guglielmo Gabetto, Luigi Meroni, Francesco Graziani, Paolo Pulici, Claudio Sala, Renato Zaccarelli, Luciano Castellini, Giuseppe Dossena, Aldo Serena, Luca Marchegiani, Pasquale Bruno, Gianluigi Lentini, Marco Ferrante, Alessio Cerci, Ciro Immobile, Matteo Darmian, Fabio Quagliarella, Andrea Belotti, Salvatore Sirigu, Alessandro Buongiorno, Raoul Bellanova, Cesare Casadei e Samuele Ricci.
Tra gli stranieri invece: gli argentini Julio Libonatti, Benjamín Santos e Cristian Ansaldi; i brasiliani Júnior, Walter Casagrande, Müller, e Gleison Bremer; gli austriaci Anton Polster e Walter Schachner; il francese Nestor Combin; gli inglesi Joe Baker, Gerry Hitchens e Joe Hart; gli scozzesi Denis Law e Ché Adams; gli olandesi Wim Kieft e Perr Schuurs; gli spagnoli Martín Vázquez e Iago Falque; gli uruguaiani Enzo Francescoli e Carlos Aguilera; il belga Vincenzo Scifo, il ghanese Abedi Pelé, il polacco Kamil Glik, il camerunense Nicolas N'Koulou, il croato Nikola Vlašić, il russo Aleksej Mirančuk, il paraguaiano Antonio Sanabria, il colombiano Duván Zapata, lo svizzero Ricardo Rodríguez, i serbi Adem Ljajić e Vanja Milinković-Savić e il macedone Eljif Elmas.

## Statistiche individuali

### Presenze in partite ufficial

Giorgio Ferrini

Marco Ferrante

In corsivo i giocatori ancora in attività con il Torino. Statistiche aggiornate al 15 agosto 2022.
| Totali - Giorgio Ferrini 566 - Paolo Pulici 437 - Renato Zaccarelli 413 - Claudio Sala 360 - Lido Vieri 357 - Cesare Martin 355 - Luigi Danova 340 - Natalino Fossati 336 - Antonio Janni 330 - Giorgio Puia 326                | Campionato - Giorgio Ferrini 442 - Cesare Martin 353 - Paolo Pulici 335 - Antonio Janni 321 - Renato Zaccarelli 317 - Claudio Sala 286 - Lido Vieri 275 - Osvaldo Ferrini 253 - Giorgio Puia 250 - Natalino Fossati 246  |
| Serie A - Giorgio Ferrini 404 - Paolo Pulici 335 - Renato Zaccarelli 317 - Claudio Sala 286 - Lido Vieri 269 - Giorgio Puia 250 - Osvaldo Ferrini 246 Natalino Fossati 246 - Luigi Danova 244 - Andrea Belotti 232              | Serie B - Marco Ferrante 147 - Diego De Ascentis 114 - Rolando Bianchi 113 - Angelo Ogbonna 105 - Pinga 103 - Antonino Asta 92 Gianluigi Lentini 92 - Stefano Fattori 87 Roberto Maltagliati 87 - Fabio Tricarico 83     |
| Coppe nazionali(*) - Giorgio Ferrini 80 - Luigi Danova 75 - Renato Zaccarelli 72 - Paolo Pulici 71 - Giacomo Ferri 62 - Claudio Sala 61 Giuliano Terraneo 61 - Natalino Fossati 59 - Angelo Cereser 56 - Giancarlo Corradini 53 | Coppe europee(**) - Giorgio Ferrini 45 - Lido Vieri 37 - Natalino Fossati 32 - Angelo Cereser 31 - Paolo Pulici 29 - Giorgio Puia 27 - Fabrizio Poletti 25 Giorgio Venturin 25 - Claudio Sala 24 - Luciano Castellini 24 |

(*) Sono compresi i dati relativi alla Supercoppa italiana.

(**) Sono conteggiate partite in competizioni non riconosciute dalla UEFA o ad essa precedenti.
Fonti:  Archiviotoro.it. URL consultato il 13 gennaio 2015.
Colombero,Pacifico, Agenda Granata 2, pp. 238-242 e 246-247
Ormezzano, Assolutamente Toro, pp. 716-720

### Marcature in partite ufficiali
In corsivo i giocatori ancora in attività con il Torino. Statistiche aggiornate al 15 agosto 2022.
| Totali - Paolo Pulici 172 - Julio Libonatti 150 - Gino Rossetti 144 - Guglielmo Gabetto 127 - Marco Ferrante 125 - Valentino Mazzola 123 - Francesco Graziani 122 - Andrea Belotti 113 - Adolfo Baloncieri 100 - Franco Ossola 85       | Campionato - Julio Libonatti 150 - Gino Rossetti 135 - Paolo Pulici 134 - Guglielmo Gabetto 122 - Valentino Mazzola 118 - Marco Ferrante 113 - Andrea Belotti 100 - Adolfo Baloncieri 97 Francesco Graziani 97 - Franco Ossola 82                                                    |
| Serie A - Paolo Pulici 134 - Andrea Belotti 100 - Francesco Graziani 97 - Valentino Mazzola 81 - Guglielmo Gabetto 80 - Franco Ossola 60 Onesto Silano 60 - Gino Rossetti 57 - Romeo Menti 54 - Julio Libonatti 52                      | Serie B - Marco Ferrante 79 - Rolando Bianchi 51 - Giuseppe Virgili 21 - Pinga 17 - Mirko Antenucci 16 Massimo Marazzina 16 - Edoardo Artistico 14 - Alessandro Sgrigna 13 - Gianluigi Lentini 12 Alessandro Rosina 12                                                               |
| Coppe nazionali(*) - Paolo Pulici 29 - Francesco Graziani 17 - Antonio Comi 13 Walter Schachner 13 - Giorgio Ferrini 11 - Gino Rossetti 10 - Pietro Buscaglia 9 Marco Ferrante 9 - Carlo Facchin 8 Gianfranco Petris 8 Stefan Schwoch 8 | Coppe europee(**) - Francesco Graziani 8 - Walter Casagrande 7 Paolo Pulici 7 - Andrea Belotti 6 - Antonio Comi 6 Gerry Hitchens 6 - Willem Kieft 5 Marcos Locatelli 5 Giovanni Toschi 5 - Pietro Buscaglia 4 Giancarlo Danova 4 Carlo Facchin 4 Fabio Quagliarella 4 Claudio Sala 4 |

Fonti:  Archiviotoro.it. URL consultato il 13 gennaio 2015.
Colombero,Pacifico, Agenda Granata 2, pp. 238-242 e 246-247
Ormezzano, Assolutamente Toro, pp. 716-720

## Lista dei capitani
Dati aggiornati al 14 agosto 2024.
| Calciatore           | Ruolo | Stagioni al club                            | Stagioni da capitano      | Presenze | Reti |
| -------------------- | ----- | ------------------------------------------- | ------------------------- | -------- | ---- |
| Friedrich Bollinger  | TZ    | 1907-1914                                   | 1907-1912 (6)             | 59       | 1    |
| Heinrich Bachmann I  | CC    | 1910-1916 e 1919-1924                       | 1912-1916 e 1919-1924 (9) | 166      | 16   |
| Adolfo Baloncieri    | R     | 1925-1932                                   | 1925-1932 (7)             | 192      | 97   |
| Cesare Martin II     | TZ    | 1919-1936                                   | 1932-1934 (2)             | 354      | 1    |
| Antonio Janni        | CC    | 1920-1937                                   | 1934-1937 (3)             | 322      | 48   |
| Mario Bo             | A     | 1931-1939                                   | 1937-1939 (2)             | 185      | 42   |
| Osvaldo Ferrini      | TZ    | 1932-1944                                   | 1939-1943 (4)             | 247      | 0    |
| Valentino Mazzola    | CC    | 1943-1949                                   | 1944-1949 (4)             | 195      | 118  |
| Riccardo Carapellese | CA    | 1940-1942 e 1949-1952                       | 1949-1952 (3)             | 98       | 28   |
| Luigi Giuliano       | TS/M  | 1948-1954                                   | 1952-1954 (2)             | 125      | 12   |
| Raffaele Cuscela     | TS/M  | 1949-1951 e 1952-1958                       | 1954-1957 (3)             | 121      | 0    |
| Enzo Bearzot         | CC    | 1954-1956 e 1957-1964                       | 1957-1963 (6)             | 229      | 8    |
| Giorgio Ferrini      | CC    | 1959-1975                                   | 1963-1975 (12)            | 405      | 39   |
| Claudio Sala         | A     | 1969-1980                                   | 1975-1980 (5)             | 365      | 22   |
| Francesco Graziani   | CA    | 1973-1981                                   | 1980-1981 (1)             | 289      | 122  |
| Renato Zaccarelli    | DC/CC | 1969-1970, 1974-1987                        | 1981-1987 (6)             | 317      | 17   |
| Roberto Cravero      | L     | 1981-1983, 1985-1992 e 1995-1998            | 1987-1992 e 1996-1997 (6) | 232      | 17   |
| Luca Fusi            | CC/L  | 1990-1994                                   | 1992-1994 (2)             | 119      | 1    |
| Andrea Silenzi       | CA    | 1992-1995 e 1999-2000                       | 1994-1995 (1)             | 93       | 26   |
| Ruggiero Rizzitelli  | CA    | 1994-1996                                   | 1995-1996 (1)             | 64       | 31   |
| Gianluigi Lentini    | A     | 1986-1988, 1989-1992 e 1997-2000            | 1997-2000 (3)             | 204      | 22   |
| Antonino Asta        | A     | 1997-2000 e 2000-2002                       | 2000-2002 (2)             | 128      | 7    |
| Luca Bucci           | P     | 1998-2003                                   | 2002-2003 (1)             | 160      | -177 |
| Simone Vergassola    | CC    | 2001-2004                                   | 2003-2004 (1)             | 86       | 6    |
| Diego Fuser          | CC/A  | 1986-1989 e 2003-2004                       | 2003-2004 (1)             | 98       | 6    |
| Diego De Ascentis    | CC    | 2000-2005 e 2006-2007                       | 2004-2005 e 2006-2007 (2) | 197      | 2    |
| Oscar Brevi          | DC    | 2005-2007                                   | 2005-2006 (1)             | 55       | 1    |
| Gianluca Comotto     | TD    | 1997-1999, 2001-2003, 2004-2005 e 2006-2008 | 2007-2008 (1)             | 152      | 8    |
| Alessandro Rosina    | T     | 2005-2009                                   | 2008-2009 (1)             | 148      | 39   |
| Rolando Bianchi      | CA    | 2008-2013                                   | 2009-2013 (4)             | 180      | 77   |
| Kamil Glik           | DC    | 2011-2016                                   | 2013-2016 (3)             | 171      | 13   |
| Giuseppe Vives       | CC    | 2011-2017                                   | 2016-2017 (1)             | 164      | 5    |
| Marco Benassi        | CC    | 2014-2017                                   | 2016-2017 (1)             | 98       | 12   |
| Andrea Belotti       | CA    | 2015-2022                                   | 2017-2022 (5)             | 251      | 113  |
| Ricardo Rodríguez    | TS/DC | 2020-2024                                   | 2022-2024 (2)             | 128      | 1    |
| Duvan Zapata         | CA    | 2023-                                       | 2024- (1)                 | 37       | 13   |

Codici:
P: Portiere,
L: Libero,
DC: Difensore centrale (stopper),
TD: Terzino destro,
TS: Terzino sinistro,
TZ: Terzino,
M: Mediano,
CC: Centrocampista centrale,
R: Regista,
T: Trequartista
CA: Centravanti,
A: Ala.

## Capocannonieri per singola stagione

### In competizioni nazionali

Paolo Pulici, capocannoniere della Serie A 1975-1976

- Capocannoniere della Serie A: 9

Heinrich Schönfeld (1923/24): 22 reti
Julio Libonatti (1927/28): 35 reti
Gino Rossetti (1928/29): 36 reti
Eusebio Castigliano (1945/46): 13 reti
Valentino Mazzola (1946/47): 29 reti
Paolo Pulici (1972/73): 17 reti
Paolo Pulici (1974/75): 18 reti
Paolo Pulici (1975/76): 21 reti
Francesco Graziani (1976/77): 21 reti
Ciro Immobile (2013/2014): 22 reti
- Capocannoniere della Coppa Italia: 6

Valentino Mazzola (1942/43): 5 reti
Franco Ossola (1942/43): 5 reti
Joaquín Lucas Peiró (1963/64): 4 reti
Francesco Graziani (1980/81): 5 reti
Walter Schachner (1983/84): 8 reti
Stefan Schwoch (2000/01): 8 reti
- Capocannoniere della Serie B: 2

Giuseppe Virgili (1959/60): 20 reti
Marco Ferrante (1998/99): 26 reti
Fonte:

(EN) Giocatori: Capocannonieri della Serie A, su rsssf.com, Record Sport Soccer Statistics Foundation. URL consultato il 4 gennaio 2009.

(EN) Giocatori: Capocannonieri della Coppa Italia, su rsssf.com, Record Sport Soccer Statistics Foundation. URL consultato il 4 gennaio 2009.

(EN) Giocatori: Capocannonieri della Serie B, su rsssf.com, Record Sport Soccer Statistics Foundation. URL consultato il 4 gennaio 2009.

### In competizioni UEFA per club

Wim Kieft, capocannoniere della Coppa UEFA 1986-1987

- Coppa UEFA: 1

Wim Kieft (1986/87): 5 reti
Fonte:

(EN) Giocatori: Capocannonieri della Coppa UEFA, su rsssf.com, Record Sport Soccer Statistics Foundation. URL consultato il 4 gennaio 2009. (Dati prendendo in considerazione la Coppa delle Fiere tra le competizioni internazionali per club ad eliminazione diretta in Europa).

### Altri piazzamenti nelle classifiche dei marcatori
- classificato in Serie A

Julio Libonatti (1926/27): 21 reti
Adolfo Baloncieri (1927/28): 31 reti
Valentino Mazzola (1947/48): 25 reti
Nestor Combin (1967/68): 13 reti
Francesco Graziani (1975/76): 15 reti
- classificato in Serie A

Gino Rossetti (1926/27): 19 reti
Pietro Buscaglia (1936/37): 17 reti
Guglielmo Gabetto (1947/48): 23 reti
Andrea Silenzi (1993/94): 17 reti
Ruggiero Rizzitelli (1994/95): 19 reti
Andrea Belotti (2016/17): 26 reti
- classificato in Serie B

Marco Ferrante (1997/98): 18 reti
Rolando Bianchi (2009/2010): 24 reti (più 2 reti nei playoff)
- classificato in Serie B

Marco Ferrante (1996/97): 13 reti

## Calciatori premiati
Qui di seguito sono riportati i riconoscimenti individuali ottenuti dai calciatori del Torino F.C. durante la loro militanza nel club:

### A livello nazionale
- Guerin d'oro[21]: 3

Claudio Sala: 1975/76
Claudio Sala: 1976/77
Renato Zaccarelli: 1985/86
- Gran Galà del calcio AIC[22][23]: 3
  - Squadra dell'anno AIC

Matteo Darmian: 2013/14
Ciro Immobile: 2013/14
Matteo Darmian: 2014/15
- Pallone Azzurro[24]: 1

Matteo Darmian: 2014

Claudio Sala, 2 volte vincitore del Guerin d'oro

(*) Trofeo istituito dalla rivista Guerin Sportivo dal 1976 al miglior calciatore della Lega Calcio Serie A.

## Riconoscimenti
Qui di seguito sono riportate le onorificenze conferite dall'UEFA e dalla FIFA alla carriera dei calciatori (lista, in ordine alfabetico, dei calciatori che hanno militato almeno una stagione, nel Torino F.C.):
- FIFA 100[26] *:

Anton Polster al Torino nella stagione 1987-1988

1. Enzo Francescoli Uriarte
2. Junior
3. Abédi Ayew Pelé
4. Christian Vieri

- Calciatori del XX secolo IFFHS **:
  - A livello mondiale:

  1.  Denis Law

  - A livello europeo[27]:

  1.  Silvio Piola
  2.  Anton Polster

  - A livello sudamericano[28]:

  1.  Enzo Francescoli Uriarte

  - A livello africano[29]:

  1.  Abédi Ayew Pelé
- Calciatori del XX secolo World Soccer ***[30]

1. Enzo Francescoli Uriarte
2. Christian Vieri

(*) Selezione degli 125 migliori calciatori viventi pubblicata dalla FIFA nel 2004 in occasione del suo I Centenario di fondazione istituzionale.

(**) Classifica dei 50 migliori calciatori del XX secolo stilata nel 2000 dall'Istituto Internazionale di Storia e Statistica del Calcio.

(***) Classifica dei 100 migliori calciatori del XX secolo stilata dalla rivista inglese World Soccer nel dicembre 1999 in base ai voti espressi dai propri lettori.

## Il Torino e le Nazionali di calcio
Qui di seguito sono riportati i piazzamenti ottenuti dai calciatori del Torino F.C. con le Nazionali di calcio durante la loro militanza nel club:

### Olimpiadi

Adolfo Baloncieri con Julio Libonatti (al centro) e Gino Rossetti (a destra) nel 1928.

- Amsterdam 1928

Adolfo Baloncieri- 
Antonio Janni- 
Gino Rossetti- 

### Coppa Internazionale
- 1927-30[31][32][33][34]

Adolfo Baloncieri- 
Enrico Colombari- 
Antonio Janni- 
Julio Libonatti- 
Gino Rossetti- 
- 1931-32[35]

Enrico Colombari- 

### Mondiale

Giuseppe Dossena in azione con la maglia della nazionale nel 1986

- Spagna 1982[36]

Giuseppe Dossena -  Italia
- Messico 1970[37]

Fabrizio Poletti -  Italia
Giorgio Puia -  Italia
- USA 1994[38]

Roberto Mussi -  Italia

### Europeo
- 1968[39][40]

Giorgio Ferrini -  Italia
Lido Vieri -  Italia
- 2020[41]

Andrea Belotti -  Italia
Salvatore Sirigu -  Italia
- 2012[42]

Angelo Ogbonna -  Italia
- 1988[43][44]

Roberto Cravero -  Italia

### Gold Cup
- 1996[45]

Jocelyn Angloma -  Francia

### Coppa d'Africa
- Egitto 2019[46]

Ola Aina -  Nigeria

### Confederations Cup
- Brasile 2013[47]

Alessio Cerci -  Italia

### Europeo Under-21

Roberto Cravero in azione con la maglia dell'Under-21 nel 1985

- 1992[48]

Gianluca Sordo -  Italia
- 1994[49]

Benito Carbone -  Italia
Daniele Delli Carri -  Italia
- 2000[50]

Francesco Coco -  Italia
Alessandro Grandoni -  Italia
- 1986[51]

Antonio Comi -  Italia
Roberto Cravero -  Italia
Giovanni Francini -  Italia
Fabrizio Lorieri -  Italia

### Europeo Under-19
- 2003[52]

Andrea Mantovani -  Italia

### Europeo Under-18
- 1999[53]

Riccardo Fissore -  Italia
Franco Semioli -  Italia

### Europeo Under-17
- 2013[54]

Vittorio Parigini -  Italia
- 2009[55]

Simone Benedetti -  Italia

### Giochi del Mediterraneo
- 2001[56]

Emanuele Calaiò -  Italia
Riccardo Fissore -  Italia
Franco Semioli -  Italia